# Winchester '73
Pour les articles homonymes, voir Winchester.
Pour plus de détails, voir Fiche technique et Distribution.
Winchester ’73 est un western américain réalisé par Anthony Mann, sorti en 1950, avec James Stewart dans le rôle principal. Winchester '73
est le premier des cinq films du cycle de westerns d'Anthony Mann avec James Stewart.

## Synopsis
La Winchester modèle 1873 est l'arme qui a conquis l’Ouest. Tous les cow-boys rêvent d'en avoir une. L'usine Winchester, qui la fabrique, en distingue de temps à autre une en particulier dont la qualité dépasse celle de toutes les autres, et cette carabine d'exception est appelée « une sur mille ». Justement, l'une d'elles est l'enjeu du concours de tir organisé à Dodge City pour les fêtes du centenaire de l’indépendance. C'est aussi la raison pour laquelle Lin McAdam s'y rend mais son objectif n'est pas tant de gagner la carabine que de retrouver un homme qui, tireur émérite comme lui, pourrait bien se trouver parmi les candidats.

## Fiche technique
- Titre original : Winchester ’73
- Réalisation : Anthony Mann
- Scénario : Robert L. Richards (en) et Borden Chase d'après Big Gun de Stuart N. Lake
- Photographie : William H. Daniels
- Montage : Edward Curtiss
- Musique : Joseph Gershenson et Walter Scharf (non crédité)
- Direction artistique : Bernard Herzbrun et Nathan Juran
- Décors : A. Roland Fields et Russell A. Gausman
- Costumes : Yvonne Wood
- Producteur : Aaron Rosenberg
- Société de production : Universal Pictures
- Société de distribution : Universal Pictures
- Pays d'origine :  États-Unis
- Langue originale : anglais
- Format : Noir et blanc — 35 mm — 1,37:1 — Son : Mono (Western Electric Recording)
- Genre : Western
- Durée : 92 minutes
- Dates de sortie : 
  -  États-Unis : 7 juin 1950 (première à New York), puis 12 juillet 1950
  -  France : 31 août 1951
- Affiche : René Lefèbvre (France)

## Distribution

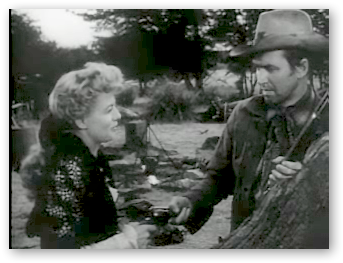
Shelley Winters et James Stewart.

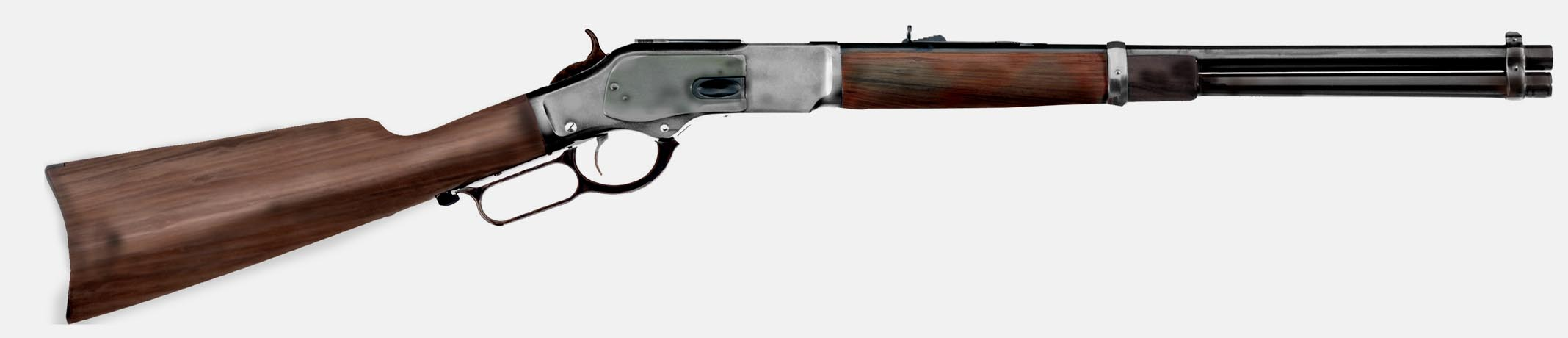
Winchester 1873 de calibre 44 (11 mm)

Légende : 1er doublage (1951) / 2d doublage (2004, sortie DVD)
- James Stewart (VF : Roger Till / Éric Legrand) : Lin McAdam
- Shelley Winters (VF : Claire Guibert / Céline Ronté) : Lola Manners
- Stephen McNally (VF : Claude Bertrand / Yves Beneyton) : Dutch Henry Brown / Matthew McAdam
- Millard Mitchell (VF : Georges Hubert / Patrick Floersheim) : Frankie « High-Spade » Wilson
- Dan Duryea (VF : Paul Lalloz / Emmanuel Karsen) : « Waco » Johnnie Dean
- Will Geer (VF : Camille Guérini / Michel Fortin) : Wyatt Earp
- Rock Hudson (VF : René Arrieu / Stéphane Fourreau) : Young Bull
- Charles Drake (VF : Marc Cassot / Bernard Lanneau) : Steve Miller
- John McIntire (VF : Claude Péran / Gabriel Le Doze) : Joe Lamont
- Jay C. Flippen (VF : Pierre Morin / Jean-Claude Sachot) : sergent Wilkes
- John Alexander (VF : Émile Duard / Pascal Casanova) : Jack Riker
- Steve Brodie (VF : Marcel Lestan / Anatole de Bodinat) : Wesley
- James Millican (VF : Jean Clarieux / Pascal Massix) : Wheeler
- Abner Biberman (VF : Raymond Loyer) : Latigo Means
- Tony Curtis : Doan
- Guy Wilkerson (VF : Abel Jacquin) : Virgil Earp (non crédité)
- Chuck Roberson : Long Tom (non crédité)
- Chief Yowlachie : L'Indien au concours de tir (non crédité)

Cascades
Jack N. Young

## Production

### Acquisition des droits et scénario
La première version du scénario, basée sur une histoire de Stuart N. Lake, est écrite par Robert L. Richards, mais Mann ne l'aime pas. Le scénariste Borden Chase est engagé pour écrire une nouvelle version. Chase et Mann travaillent main dans la main pour le projet.

### Distribution
Stewart accepte un marché avec le studio de cinéma Universal-International pour tourner dans Harvey (1950), il accepte de faire partie du projet Winchester '73 (1950). Cela permet au studio d'avoir une tête d'affiche pour un western. De plus, en échange d'un salaire inférieur, Stewart est rémunéré sur les recettes du film.

### Réalisation
Aaron Rosenberg est chargé par le studio de la production du film. Alors que Fritz Lang doit réaliser Winchester '73, il abandonne le projet. Stewart suggère le nom de Mann pour la réalisation ayant été impressionné par sa réalisation du western La Porte du diable (1950).

## Analyse
Winchester '73 met en scène l'affrontement de deux frères. Pour Gérard Legrand de la revue Positif, le scénario se veut proche d'un récit mythologique avec « la lutte des deux frères pour la possession du phallus », la carabine, avec une fin sur le tombeau du « Père ». Du point de vue narratif la carabine joue le même rôle que les boucles d'oreilles  de Madame de... de Max Ophuls.

## Versions françaises
Le film a connu deux versions en France :
- la première date de 1951 (sortie du film en France). Dans cette première adaptation, certains noms des personnages ont subi des changements. Ainsi Lin McAdam devient Louis Miningam tandis que le shérif Earp change de prénom, passant de Wyatt à William ;
- la seconde date de 2004, lors de la sortie du film en DVD. Ici les noms originaux des personnages sont restés tels quels.

## Exploitation

### Promotion, distribution vidéo et exploitation télévisuelle
Ce film a été diffusé sur Arte HD le lundi 20 juin 2016 à 21 heures.

### Box-office
| Pays       | Box office        |
| ---------- | ----------------- |
| États-Unis | 2 250 000 dollars |
| France     | 917 393 entrées   |

Le film fait un très bon score au box-office en 1950 aux États-Unis avec 2 250 000 dollars de recettes. En France, le film a été vu par 917 393 spectateurs lors de son exploitation en salle.

## Réadaptation
Winchester 73 a été réadapté sous forme de téléfilm en 1967. Le rôle de Lin McAdam est repris par Tom Tryon.